# Kiron Objektive

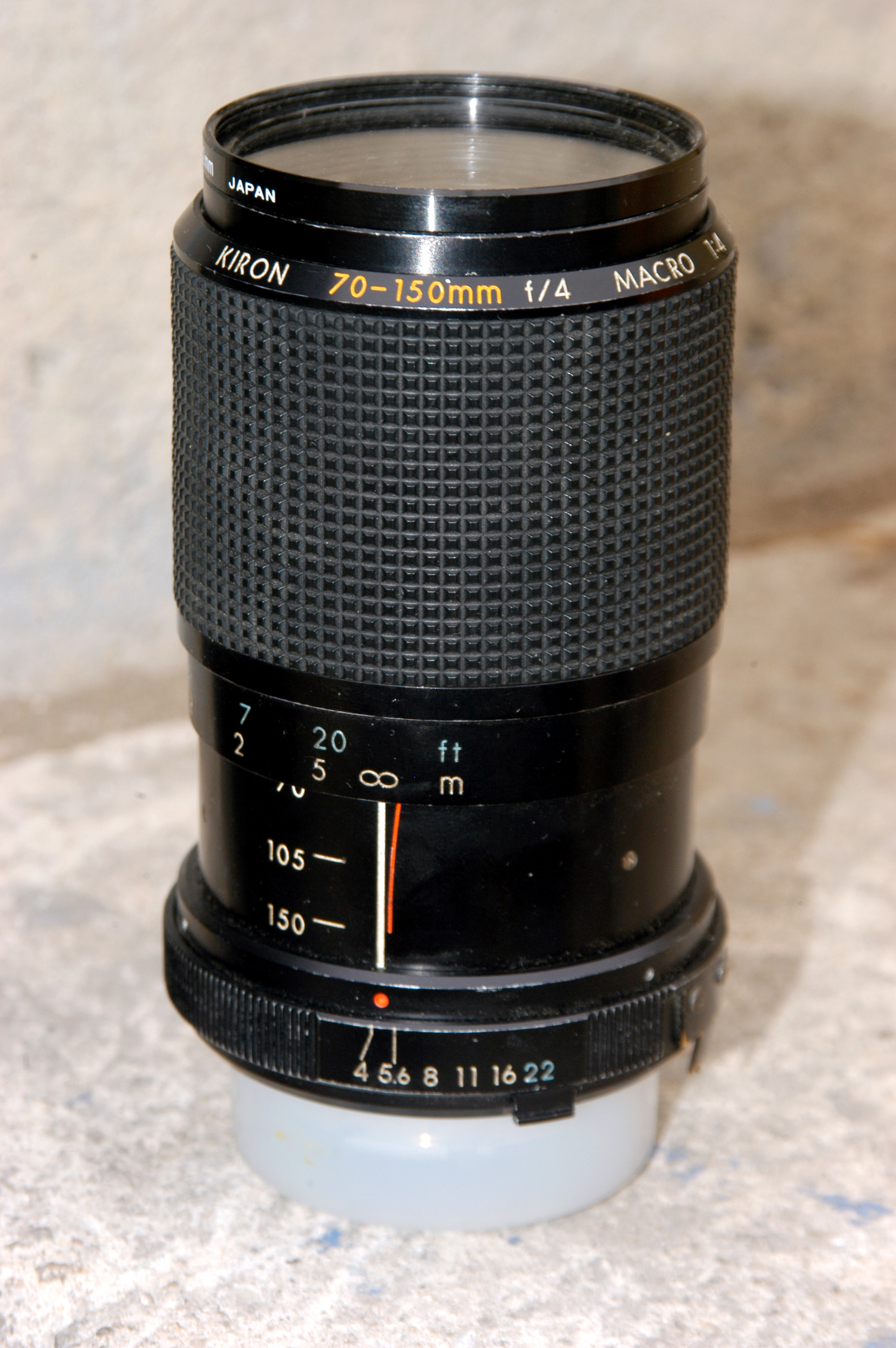
Kiron 70–150 mm f/4.0

Kiron Objektive waren Kamera-Objektive, die von der Firma Kiron Corporation mit Sitz in Carson, USA verkauft wurden.
Die Firma war ursprünglich als Tochterfirma von Kino Precision Industries Limited, Tokio, Japan in den Jahren 1978–1979 gegründet worden, um die Objektive in den USA vermarkten zu können. Vorangegangen war eine Objektivproduktion unter anderem für Vivitar und Soligor. Man glaubte jedoch, einen besseren Erfolg erzielen zu können, wenn der Entwurf, die Produktion und die Vermarktung unter dem eigenen Namen (Kiron Lenses) stattfinden könne.

## Auf- und Abstieg
Kiron Lenses begann die Eroberung des US-Marktes im Jahre 1980 und erreichte einigen Erfolg durch gutes Marketing und gute Werbekampagnen. Schließlich wurden Kiron-Objektive weltweit vorgestellt und verkauft.
Nach der Einführung des patentierten Autofokus-Mechanismus von Minolta und der damit verbundenen Lizenzkosten für Kiron Lenses, einhergehend mit niedrigen Verkaufszahlen durch sinkende Nachfrage, entschied sich Kino Precision, die Firma Kiron Corporation in den späten 80er Jahren aufzugeben.
Kino Precision selbst produzierte noch einige Jahre Objektive für andere Hersteller.
Einige Objektive wurden noch in Europa, Australien und Asien unter dem Markennamen Kiron verkauft, wurden jedoch durch andere Hersteller gefertigt (häufig durch Tokina).

## Types
Objektive für 35 mm Kameras:
- 24 mm 1:2.0
- 28 mm 1:2.8
- 28 mm 1:2.0
- 28–70 mm 1:3.5–4.5 (zwei Versionen)
- 28–70 mm 1:4.0
- 28–85 mm 1:2.8–3.8
- 28–105 mm 1:3.2–4.5 (zwei Versionen)
- 28–210 mm 1:4.0–5.6
- 30–80 mm 1:3.5–4.5
- 35–135 mm 1:3.5–4.5
- 105 mm 1:2.8 (macro 1:1)
- 70–150 mm 1:4.0
- 70–210 mm 1:4.0 (zwei Versionen)
- 70–210 mm 1:4.5
- 80–200 mm 1:4.0
- 80–200 mm 1:4.5 (sechs Versionen)

Folgende Bajonett-Systeme wurden produziert:
- Canon FD
- Konica AR
- Minolta MD
- Nikon F AI and AI-S
- Olympus OM
- Pentax K und KA
- Contax/Yashica